# The Devil Makes Three
The Devil Makes Three ist eine US-amerikanische Band, die keiner konkreten Strömung, am ehesten aber einer Mischung aus den Traditionen des Bluegrass, des Folk und des Blues zuzuordnen ist. Die Bandmitglieder sind der Gitarrist Pete Bernhard, die Kontrabassistin Lucia Turino und der Gitarrist und Banjospieler Cooper McBean. Den Durchbruch schafften sie 2009 mit dem Album Do Wrong Right, das Platz 1 der US-Bluegrass-Charts von Billboard belegte. Das Album I’m a Stranger Here brachte sie 2013 auf Platz 2 der Bluegrass-Alben und erstmals auch in die Billboard 200 offiziellen Verkaufscharts.

## Diskografie
- 2002: The Devil Makes Three
- 2003: Longjohns, Boots and a Belt
- 2006: A Little Bit Faster and a Little Bit Worse (Livealbum)
- 2009: Do Wrong Right
- 2011: Stomp and Smash (Livealbum)
- 2013: I’m a Stranger Here
- 2016: Redemption & Ruin
- 2018: Chains are Broken